# Velîki Kalenîci, Polonne
Velîki Kalenîci (în ucraineană Великі Каленичі) este localitatea de reședință a comunei Velîki Kalenîci din raionul Polonne, regiunea Hmelnîțkîi, Ucraina.

## Demografie
Componența lingvistică a localității Velîki Kalenîci
     Ucraineană (99,68%)
     Alte limbi (0,32%)
Conform recensământului din 2001, majoritatea populației localității Velîki Kalenîci era vorbitoare de ucraineană (99,68%), existând în minoritate și vorbitori de alte limbi.